# Condado de Cavalier
O Condado de Cavalier é um dos 53 condados do Estado americano da Dakota do Norte. A sede do condado é Langdon, e sua maior cidade é Langdon. O condado possui uma área de 3 911 km² (dos quais 144 km² estão cobertos por água), uma população de 4 831 habitantes, e uma densidade populacional de 1 hab/km² (segundo o censo nacional de 2000).